# MoRE. a Museum of refused and unrealised art projects
MoRE. a Museum of refused and unrealised art projects è un museo virtuale che raccoglie, conserva ed espone online progetti non realizzati di artisti del XX e XXI secolo.
Ideatori del progetto: Elisabetta Modena e Marco Scotti
Curatori: Elisabetta Modena, Valentina Rossi, Marco Scotti, Anna Zinelli
Curatori ospiti: Branka Benčić, Simone Ciglia, Letizia De Felice, Elena Forin, Antonio Grulli, Elisabetta Longari, Luca Lo Pinto, Claudio Musso, Fabiola Naldi, Raffaella Perna, Christiane Rekade, Gianni Romano, Elena Lydia Scipioni, Maria Chiara Valacchi.
Comitato scientifico: Lorenzo Balbi, Corrado Beldì, Ilaria Bignotti, Cristina Casero, Alberto Salarelli, Jeffrey Schnapp, Vanja Strukelj, Francesca Zanella.

## Cos’è MoRE
Il museo, accessibile al sito www.moremuseum.org, raccoglie ed espone progetti che non sono stati realizzati per motivazioni tecniche, logistiche, ideologiche, economiche, morali o etiche, oppure semplicemente utopici o impossibili da realizzare, appositamente pensati per occasioni specifiche, in precisi contesti anche se non necessariamente su committenza.
Il museo ha lo scopo di valorizzare e conservare attraverso i documenti e i materiali raccolti e la scheda realizzata dal curatore, i progetti mai realizzati. Attraverso ricerche, articoli, seminari e pubblicazioni MoRE vuole inoltre studiare i progetti conservati, sfruttando appieno tutte le potenzialità attuali del web.
Il sito di MoRE è realizzato con il software open source Omeka, una piattaforma gratuita e open source appositamente pensata per collezioni digitali ed esposizioni virtuali e ideata dal Roy Rosenzweig Center for History and New Media presso la George Mason University. Tutti i materiali sono inoltre archiviati anche nel deposito istituzionale dell’Università di Parma attraverso DSpace, suddivisi tra la collezione e i documenti legati alla attività di ricerca promossa da MoRE.

## La Collezione
Il museo è composto da un archivio di materiali e di progetti esclusivamente in formato digitale, ricercabile per artista, nome del progetto, localizzazione geografica nel luogo in cui il lavoro avrebbe dovuto essere realizzato, e quindi attraverso una serie di tag pensati per definire i diversi motivi di mancata realizzazione di un’opera.
Gli artisti presenti in collezione a oggi sono: Gianfranco Baruchello, Riccardo Baruzzi, Valerio Berruti, Davide Bertocchi, Bianco-Valente, Ivo Bonacorsi, Benni Bosetto, Thomas Braida, David Casini, Siliva Cini, Mathis Collins, CRASH! (Scott King & Matthew Worley), Mario Cresci, Petar Dabac, Matthew Darbyshire, Maria Adele Del Vecchio, Jeremy Deller, Braco Dimitrijević, Mark Dion, Pablo Echaurren, Maria Eichhorn, Ericailcane, Emilio Fantin, Flavio Favelli, Ettore Favini, Regina José Galindo, Goldschmied & Chiari, Tomislav Gotovac, Franco Guerzoni & Luigi Ghirri, Ibro Hasanović, Debora Hirsch, David Horvitz, Emily Jacir, Marijan Jevsovar, Hassan Khan, Julije Knifer, Kensuke Koike, Ivan Kozaric, Till Krause, G. Küng, Andrea Kvas, Ugo La Pietra, Runo Lagormasino, H.H. Lim, Claudia Losi, Daniel Maier-Reimer, David Maljković, Mangelos, Elio Marchegiani, Eva Marisaldi, Vlado Martek, MASBEDO, Sandro Mele, Sabrina Mezzaqui, Aleksandra Mir, Helen Mirra, Jonathan Monk, Liliana Moro, Davide Mosconi, Antun Motika, Oreste, Giovanni Ozzola, Giulio Paolini, Ivan Picelj, Cesare Pietroiusti, Marko Pogačnik, Luigi Presicce, Vjenceslav Richter, Alessandro Sambini, Antonio Scaccabarozzi, Paolo Scheggi, Lorenzo Scotto di Luzio, Duro Seder, Sissi, Veit Stratmann, Annika Ström, Marko Tadić, Sabrina Torelli, Gian Maria Tosatti, Luca Trevisani, Massimo Uberti, Enzo Umbaca, Marco Vaglieri, Josip Vanista, Eugenia Vanni, Grazia Varisco, Kostis Velonis, Cesare Viel, Luca Vitone, Wendy White, Silvio Wolf, Erwin Wurm & Coop Himmelb(l)au.
Nel sito è presente quindi uno spazio riservato alle esposizioni digitali e una sezione destinata a interventi critici e approfondimenti.

## Le attività di MoRE

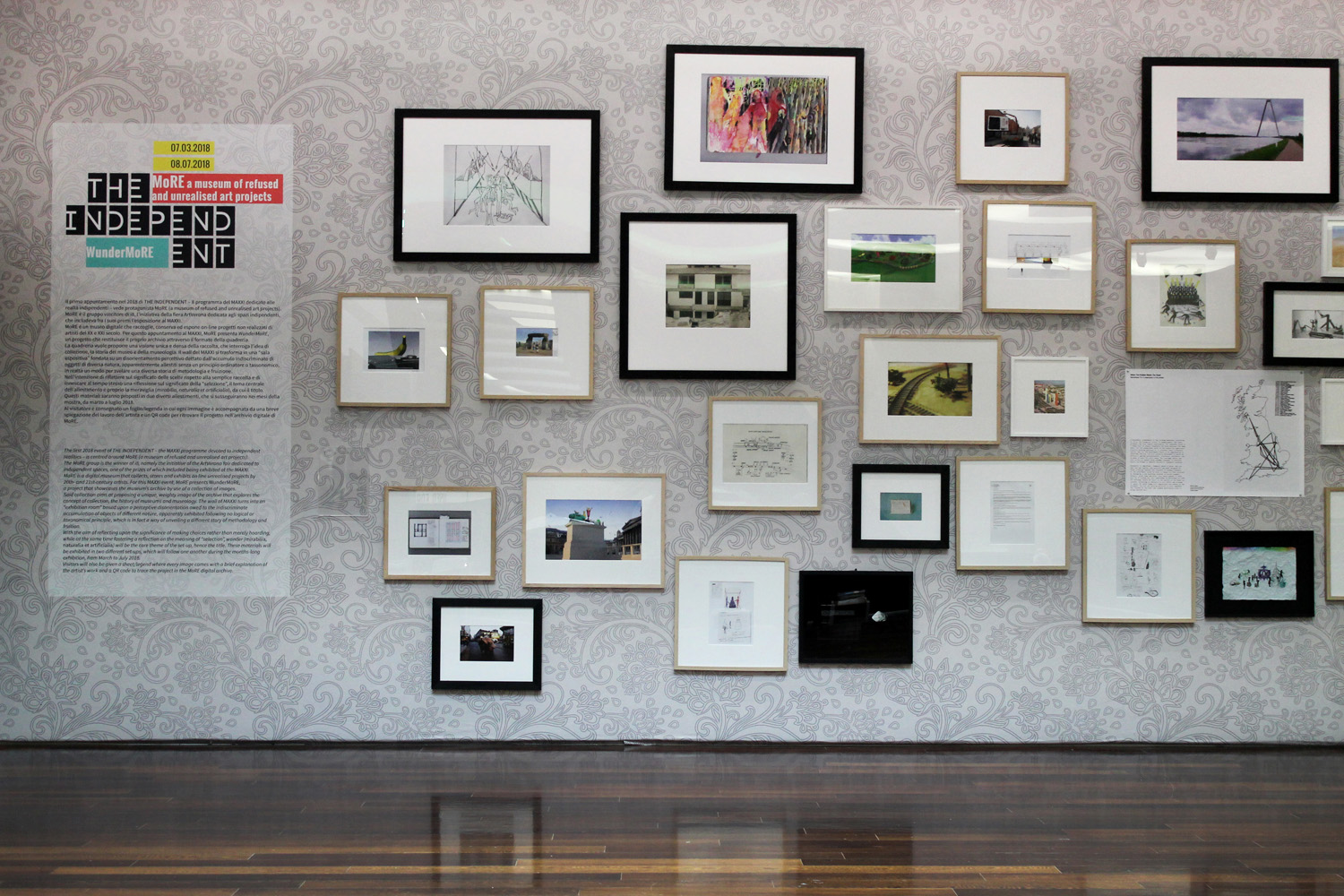
The Independent, MAXXI: WunderMoRE. Curated by llaria Bignotti, Elisabetta Modena, Valentina Rossi, Marco Scotti

I primi anni di MoRE sono stati contraddistinti da opening “virtuali” per la presentazioni dei progetti acquisiti dal museo e per mostre curate da curatori ospiti. Tutti i comunicati e la rassegna stampa sono disponibili sul sito.
A fianco di questa attività “ordinaria”, MoRE ha partecipato e organizzato mostre, seminari, incontri e giornate di studio intorno ai temi del non realizzato e del museo digitale:
- Il 24 maggio 2012, nell’ambito della Mostra Workshop 2010-1011, i curatori del museo sono stati invitati alla Fondazione Bevilacqua La Masa, Venezia, per il ciclo di incontri curato da Alessandro Laita, in collaborazione con Chiaralice Rizzi, intitolato Spaccherò questo schermo che mi rappresenta e ne uscirò, perché solo io rappresento me stesso[8];
- Il 30 maggio 2013 Marco Scotti è intervenuto presentando il progetto del museo a continental breakfast. running time 2013, sixth cei venice forum for contemporary art curators, Venezia, Palazzo Zorzi, convegno tenuto durante i giorni di inaugurazione della Biennale[9].
- Il 21 novembre 2013 MoRE ha organizzato, in collaborazione e presso il Museo del Novecento di Milano, Per un museo del non realizzato. Pratiche digitali per la raccolta, valorizzazione e conservazione del progetto d'arte contemporanea, giornata di studi che ha visto la partecipazione di Marina Pugliese, Francesca Zanella, Elisabetta Modena, Marco Scotti, Filipa Ramos, Roberto Pinto, Luca Trevisani, Ugo La Pietra, Danka Giacon, Stefania Zuliani, Mario Gorni, Gabriella De Marco e Iolanda Ratti, pubblicata integralmente on-line[10] e i cui atti sono stati pubblicati dalla rivista digitale Ricerche di S/Confine[11];
- L’11 aprile 2014 MoRE è stato presentato al museo MSU - Museum of Contemporary Art di Zagabria;
- Il 21 maggio MoRE è stato presentato all’interno di Uniforcity[12], rassegna organizzata da Università e Comune di Parma presso Palazzo del Governatore.
- Nell’ottobre 2014 MoRE ha vinto il secondo Premio Mercanteinfiera[13] e dal 25 settembre al 31 ottobre 2015 ha organizzato, insieme a Comune di Parma e Fiere di Parma, la mostra More Spaces, Percorsi Nell’archivio Del Non Realizzato[14] a Palazzo Pigorini (Parma) dove sono stati esposti oltre 30 progetti mai realizzati di artisti che avevano donato i loro progetti al museo. La mostra è stata curata da Elisabetta Modena, Marco Scotti, Valentina Rossi e Anna Zinelli.
- Il 15 ottobre 2017 MoRE - a museum of refused and unrealised project vince il Concorso di ArtVerona | Art Project Fair dedicato agli spazi indipendenti, i8[15].
- Domenica 4 febbraio 2018 nella Talk Area di Arte Fiera MoRE è stato invitato a presentarsi in occasione del talk Archivio: visione, progetto, sistema. Dialoghi e confronti tra storia e contemporaneità a cura di CUBO, Centro Unipol Bologna.
- Il museo MAXXI di Roma, in occasione di The Independent ha dedicato una mostra allestita sul wall del foyer Carlo Scarpa dal 7 marzo all’8 luglio 2018. La mostra, intitolata WunderMoRE[16], è stata curata da Ilaria Bignotti, Elisabetta Modena, Valentina Rossi e Marco Scotti e ha presentato una quadreria, integrata in due diversi momenti,  composta da una serie di progetti sul tema della meraviglia.
- Il 9 novembre 2018 ha inaugurato presso Ivan Picelj Archive, MSU a Zagabria, contemporaneamente sul sito di MoRE[17] Proposals, dreams and utopias from Zagreb. A selection of unrealised and refused art projects by MoRE Museum una mostra nata da una residenza che il gruppo di ricerca di ha svolto nella primavera 2017 invitato da MSU – Muzej suvremene umjetnosti di Zagreb. La mostra, curata da MoRE Museum (Ilaria Bignotti, Elisabetta Modena, Valentina Rossi, Marco Scotti e Anna Zinelli) con la collaborazione di Jasna Jaksic e Vesna Mestric (MSU) è stata l’occasione per esporre progetti non realizzati di artisti che hanno lavorato nella città di Zagabria: Tomislav Gotovac, Pero Dabac, David Maljković, Vlado Martek, Ivan Picelj, Marko Pogačnik, Zvonimir Radic, Vjenceslav Richter, Aleksandar Srnec e Marko Tadic.
- Il 1 aprile 2019, in occasione del suo settimo compleanno, con Esercizi quotidiani[18] per la prima volta MoRE presenta una mostra virtuale curata da un artista e lo fa con Luca Vitone.
- Il 19 maggio 2019 MoRE presenta il progetto espositivo speciale MoRE Curators[19] e la nuova sezione del sito Unrealised Exhibitions con la mostra non realizzata a cura di Luca Cerizza Rifare (male) una stella[20] proposta nel 2015 per la 16ª Quadriennale di Roma e che avrebbe presentato un'unica opera di Paolo Chiasera. La mostra digitale MoRE Curators raccoglie progetti di artisti invitati per l’occasione da curatori esterni al museo. L’obiettivo della mostra è indagare diverse prospettive curatoriali aprendo il museo a contributi esterni. Articolando voci e stili curatoriali diversificati, la mostra presenta opere non realizzate di artisti di diverse generazioni e una rete di relazioni, prospettive, ricerche e approfondimenti inediti. I progetti sono presentati al MACRO di Roma il 19 maggio e all’Accademia di Belle Arti di Bologna il 23 maggio.
- Il 12 ottobre 2019, in occasione della 15 Giornata del Contemporaneo promossa da AMACI, i curatori di MoRE Museum propongono la presentazione I progetti non realizzati di Eva Marisaldi presso Kunst Meran Merano Arte[21]
- Giovedì 7 ottobre 2021 – 9 gennaio 2022 Inaugura la mostra di MoRE Museum alla Project Room del MAMbo – Museo d’Arte Moderna di Bologna, spazio dedicato principalmente alla riscoperta di alcuni degli episodi culturali più stimolanti e innovativi originati in ambito bolognese e regionale, prosegue la sua attività con un nuovo progetto espositivo: Hidden Displays 1975-2020. Progetti non realizzati a Bologna, ideato da MoRE e a cura di Elisabetta Modena e Valentina Rossi, che si realizza con il supporto della Fondazione del Monte di Bologna e Ravenna e della Fondazione de Mitri di Modena. Le opere non realizzate sono invece state ideate e proposte da artisti legati al territorio per diverse ragioni: Alessandra Andrini, Sergia Avveduti, Riccardo Baruzzi, Riccardo Benassi, Francesco Benozzo, Davide Bertocchi, Christoph Büchel, William Burroughs, Calori & Maillard, David Casini, Cristian Chironi, Luca Coclite, Cuoghi Corsello, Ericailcane, Emilio Fantin, Flavio Favelli, Irene Fenara, Simone Forti, Francesca Grilli, Daniel Gonzàlez, Jannis Kounellis, Claudia Losi, Eva Marisaldi, Fabio Mauri, Paul McCarthy, Matteo Meschiari, Giancarlo Norese, Francesca Pasquali, Stefano W. Pasquini, Chiara Pergola, PetriPaselli, Cesare Pietroiusti, Andrea Renzini, Davide Rivalta, Mili Romano, Andrea Salvatori, Marco Samorè, Enrico Serotti, Ivana Spinelli, Sissi, Luca Trevisani, Eldi Vejzai, Luca Vitone e ZimmerFrei.
- 16 - 23 - 30 settembre 2021. Convegno di MoRE. a Museum of Refused and Unrealised Art, “The Lockdown of the project”, in collaborazione con MAMbo, Museo d’Arte Moderna di Bologna e CAPAS, Centro per le Attività e le Professioni delle Arti e dello Spettacolo, Università di Parma. Co-curato con Elisabetta Modena, Marco Scotti, Anna Zinelli. Comitato scientifico: Lorenzo Balbi (MAMbo, Museo d’Arte Moderna di Bologna), Cristina Casero (Università di Parma), Sara Martin (CAPAS, Università di Parma), Cesare Pietroiusti (Artista, Azienda Speciale Palaexpo, Roma), Alberto Salarelli (Università di Parma), Francesca Zanella (Università degli studi di Modena e Reggio Emilia). I relatori del convegno: Cesare Pietroiusti, Lisa Le Feuvre, David Horvitz, Cristina Baldacci, Pablo Echaurren, Lorenzo Balbi, Chiara Parisi, Pietro Rigolo, Francesca Grilli, Teresa Macrì, Ilaria Bignotti, Alessandra Donati, Maura Pozzati, Antonella Sbrilli, Maristella Casciato, Margherita Guccione, Andrea Viliani, Andrea Lissoni, Luca Lo Pinto, Jeffrey Schnapp. Il convegno è stato online sulla piattaforma zoom nelle date del 16-9-2021, 23-9-2021, 30-9-2021. Atti del convegno (a cura di Elisabetta Modena, Valentina Rossi e Marco Scotti), Ricerche di S/Confine. Oggetti e pratiche artistico / culturali, Università di Parma

## Le mostre digitali curate su MoRE
| Anno | Titolo | A cura di | Artisti |
| ---- | --- | --- | --- |
|      | MoRE Curators | Simone Ciglia, Elena Forin, Antonio Grulli, Luca Lo Pinto, Claudio Musso & Fabiola Naldi, Raffaella Perna, Christiane Rekade, Maria Chiara Valacchi                        | Gianfranco Baruchello, Benni Bosetto, Pablo Echaurren, Ericailcane, Emily Jacir, Helen Mirra, Alessandro Sambini, Wendy White                               |
|      | Daily exercises | Luca Vitone | Mark Dion, Maria Eichhorn, Till Krause, Daniel Maier-Reimer, Veit Stratmann, Cesare Viel.                                                                   |
|      | Proposals, dreams and utopias from Zagreb. A selection of unrealized and refused art projects                          | curated by MoRE Museum (Ilaria Bignotti, Elisabetta Modena, Valentina Rossi, Marco Scotti and Anna Zinelli) with the collaboration of Jasna Jaksic and Vesna Mestric (MSU) | Tomislav Gotovac, Pero Dabac, David Maljković, Vlado Martek, Ivan Picelj, Marko Pogačnik, Zvonimir Radic, Vjenceslav Richter, Aleksandar Srnec, Marko Tadic |
|      | Unrealised paintings                                                                                                   | Valentina Rossi | Riccardo Baruzzi, Thomas Braida, Andrea Kvas, Eugenia Vanni.                                                                                                |
|      | Liliana Moro. A place for playing Unrealized projects 2002-2009                                                        | Elisabetta Modena, Anna Zinelli | Liliana Moro |
|      | When public remains private. Unrealised projects by Luca Vitone                                                        | Elisabetta Modena | Luca Vitone |
|      | Evidence of absences                                                                                                   | Elena Lydia Scipioni | Mathis Collins, Kostis Velonis, Ibro Hasanović, Maria Adele Del Vecchio, Sandro Mele, G. Küng.                                                              |
|      | The residency of Gorgona in Brunnenburg                                                                                | Marco Scotti, Anna Zinelli | Marijan Jevšovar, Julije Knifer, Ivan Kožarić, Mangelos, Đuro Seder, Josip Vaništa.                                                                         |
| 2014 | Seven Artists for AGEOP (Association for the assistance and the reception of children affected by cancer and leukemia) | Elisabetta Modena | Silvia Cini, Emilio Fantin, Claudia Losi, Eva Marisaldi, Sabrina Mezzaqui, Sabrina Torelli, Marco Vaglieri.                                                 |